# 다나카번
다나카 번(일본어: 田中藩 다나카한[*])은 에도 시대의 번으로서 스루가국 마시즈군(지금의 시즈오카현 후지에다시)에 위치하였으며 번청은 다나카성에 있다.

## 역대 번주
사카이가
후다이 1만석
1. 다다토시(忠利)

사쿠라이 마쓰다이라가
후다이 2만 5천석
1. 다다시게(忠重)

미즈노가
후다이 4만 5천석
1. 다다요시(忠善)

후지이 마쓰다이라가
후다이 2만 5천석
1. 다다하루(忠晴)

다마나와 호조가
도자마 2만 5천석
1. 우지시게(氏重)

니시오가
후다이 2만 5천석
1. 다다테루(忠昭)
2. 다다나리(忠成)

사카이가
후다이 4만석
1. 다다요시(忠能)

쓰치야가
후다이 4만 5천석
1. 마사나오(政直)

오타가
후다이 5만석
1. 스케나오(資直)
2. 스케하루(資晴)

나이토가(노부나리계)
후다이 5만석
1. 가즈노부(弌信)

도키가
후다이 3만 5천석
1. 요리타카(頼殷)
2. 요리토시(頼稔)

혼다가
후다이 4만석
1. 마사노리(正矩)
2. 마사요시(正珍)
3. 마사토모(正供)
4. 마사하루(正温)
5. 마사오키(正意)
6. 마사히로(正寛)
7. 마사모리(正訥)

## 같이 보기
- 폐번치현